# Taquara
Taquara là một đô thị thuộc bang Rio Grande do Sul, Brasil. Đô thị này có diện tích 457,13 km², dân số năm 2007 là 53441 người, mật độ 116,91 người/km².